# Свистун королівський
Свистун королівський (Pachycephala schlegelii) — вид горобцеподібних птахів родини свистунових (Pachycephalidae). Ендемік Нової Гвінеї. Вид названий на честь німецького орнітолога Германа Шлегеля.

## Підвиди
Виділяють два підвиди:
- P. s. schlegelii Schlegel, 1871 — північний захід Нової Гвінеї;
- P. s. obscurior Hartert, E, 1896 — Нова Гвінея.

## Поширення і екологія
Королівські свистуни живуть в гірських тропічних лісах Нової Гвінеї на висоті від 1300 до 3650 м над рівнем моря.